# Beverly Mould
| Posities op de WTA-ranglijst Positie per einde seizoen: \| jaar \| rang enkelspel \| rang dubbelspel \| \| ---- \| -------------- \| --------------- \| \| 1981 \| [3] 198 \| – \| \| 1982 \| [4] 91 \| – \| \| 1983 \| [5] 68 \| – \| \| 1984 \| [6] 46 \| [2] 26 \| \| 1985 \| [7] 142 \| [8] 28 \| |                |                 |
| jaar | rang enkelspel | rang dubbelspel |
| 1981 | 198            | –               |
| 1982 | 91             | –               |
| 1983 | 68             | –               |
| 1984 | 46             | 26              |
| 1985 | 142            | 28              |

Beverly Mould (Ladysmith, 13 maart 1962) is een voormalig tennisspeelster uit Zuid-Afrika. Mould speelt rechtshandig. Zij was actief in het proftennis van 1980 tot en met 1986.

## Loopbaan

### Enkelspel
Mould nam in 1980 deel aan de juniorgrandslamtoernooien van Roland Garros en Wimbledon – in Parijs bereikte zij de derde ronde, door onder meer de Zweedse Catarina Lindqvist te verslaan. Zij debuteerde in 1980 bij de volwassenen op het Ladies Plate-kampioenschap, het "troosttoernooi" voor de dames die niet in aanmerking kwamen voor Wimbledon – zij verloor al in de eerste ronde van landgenote Rosalyn Fairbank. In mei 1981 bereikte zij op het WTA-toernooi van Chichester de kwartfinale, door winst op Catherine Suire en Belinda Thompson.
Mould had haar grandslamdebuut in 1982 op het US Open. Zij eindigde dat jaar op de zesde plaats van de Zuid-Afrikaanse nationale ranglijst. In 1983 bereikte zij op Roland Garros de derde ronde, door Raffaella Reggi en Steffi Graf te verslaan. In 1984 bereikte zij ook op het US Open de derde ronde, door Gretchen Rush en Gigi Fernández achter zich te laten.
Haar beste resultaat op de grandslamtoernooien is het bereiken van de derde ronde. Haar beste resultaat op WTA-toernooien is het bereiken van de kwartfinale, laatstelijk in Newport in augustus 1984. Haar hoogste notering op de WTA-ranglijst is de 46e plaats, die zij bereikte in december 1984.

### Dubbelspel
Mould behaalde in het dubbelspel betere resultaten dan in het enkelspel. Internationaal debuteerde zij in 1980 op Wimbledon, samen met landgenote Rene Uys. In mei 1981 stond zij samen met landgenote Liz Gordon in de finale van het ITF-toernooi van Lee-on-Solent (VK) – het Nieuw-Zeelands/Australisch koppel Chris Newton en Brenda Remilton was daar te sterk voor hen. In november 1981 veroverde zij haar eerste titel, op het South African Open in Johannesburg – met landgenote Rene Uys aan haar zijde versloeg zij twee Zuid-Afrikaanse speelsters, Ilana Kloss en Yvonne Vermaak. In mei 1982 won zij het prominente graveltoernooi in Berlijn, het German Open, samen met Liz Gordon – in de finale versloegen zij het West-Duitse duo Bettina Bunge en Claudia Kohde-Kilsch. Vier maanden later bereikte zij, samen met de Amerikaanse Sheila McInerney, de derde ronde van het US Open waarin zij nu door diezelfde Bunge/Kohde-Kilsch werd geklopt. Op eigen bodem won Mould in april 1984 nog het WTA-toernooi van Johannesburg – samen met landgenote Rosalyn Fairbank versloeg zij in de finale de Amerikaanse dames Sandy Collins en Andrea Leand. In totaal won zij vijf WTA-titels, de laatste in augustus 1984 op het grote Amerikaanse graveltoernooi in Indianapolis, samen met de Amerikaanse Paula Smith. Daarnaast stond zij in de periode 1983–1985 ook nog zesmaal in een WTA-finale die zij verloor.
Haar beste resultaat op de grandslamtoernooien is het bereiken van de derde ronde (driemaal), laatstelijk op Wimbledon 1985, waar zij met de Amerikaanse Paula Smith als zestiende geplaatst was. Haar hoogste notering op de WTA-ranglijst is de 25e plaats, die zij bereikte in december 1984.

#### Gemengd dubbelspel
Met landgenoot Christo van Rensburg nam Mould deel aan Roland Garros 1984 en Wimbledon 1984 – zij verloren in beide gevallen hun openingspartij.

## Palmares

### WTA-finaleplaatsen enkelspel
geen

### WTA-finaleplaatsen vrouwendubbelspel
| nr.              | finale     | toernooi            | ondergrond    | partner          | tegenstandsters                      | score         |
| ---------------- | ---------- | ------------------- | ------------- | ---------------- | ------------------------------------ | ------------- |
| gewonnen finales |            |                     |               |                  |                                      |               |
| 1.               | 1981-11-30 | WTA Johannesburg    | hardcourt     | Rene Uys         | Ilana Kloss Yvonne Vermaak           | 6-4, 1-6, 6-3 |
| 2.               | 1982-05-24 | WTA Berlijn         | gravel        | Elizabeth Gordon | Bettina Bunge Claudia Kohde-Kilsch   | 6-3, 6-4      |
| 3.               | 1983-02-27 | WTA Ridgewood       | tapijt (i)    | Elizabeth Sayers | Rosalyn Fairbank Susan Leo           | 7-6, 4-6, 7-5 |
| 4.               | 1984-05-06 | WTA Johannesburg    | hardcourt (i) | Rosalyn Fairbank | Sandy Collins Andrea Leand           | 6-1, 6-2      |
| 5.               | 1984-08-11 | WTA Indianapolis    | gravel        | Paula Smith      | Elise Burgin JoAnne Russell          | 6-2, 7-5      |
| verloren finales |            |                     |               |                  |                                      |               |
| 1.               | 1983-06-12 | WTA Birmingham      | gras          | Elizabeth Sayers | Billie Jean King Sharon Walsh        | 2-6, 4-6      |
| 2.               | 1984-02-05 | WTA Indianapolis    | tapijt (i)    | Elizabeth Sayers | Cláudia Monteiro Yvonne Vermaak      | 7-6, 4-6, 5-7 |
| 3.               | 1984-04-29 | WTA Durban          | hardcourt     | Cláudia Monteiro | Anna-Maria Fernandez Mareen Louie    | 5-7, 7-5, 1-6 |
| 4.               | 1984-08-05 | WTA Newport (VS)    | gras          | Lea Antonoplis   | Alycia Moulton Paula Smith           | 5-7, 6-7      |
| 5.               | 1985-09-15 | WTA Salt Lake City  | hardcourt     | Rosalyn Fairbank | Svetlana Tsjerneva Larisa Savtsjenko | 5-7, 2-6      |
| 6.               | 1985-10-06 | WTA Fort Lauderdale | hardcourt     | Rosalyn Fairbank | Gigi Fernández Robin White           | 2-6, 5-7      |

## Resultaten grandslamtoernooien
| Legenda | Legenda                          |
| ------- | -------------------------------- |
| g.t.    | geen toernooi gehouden           |
| l.c.    | lagere categorie                 |
| –       | niet deelgenomen                 |
| G       | uitgeschakeld in de groepsfase   |
| 1R      | uitgeschakeld in de eerste ronde |
| 2R      | uitgeschakeld in de tweede ronde |
| 3R      | uitgeschakeld in de derde ronde  |
| 4R      | uitgeschakeld in de vierde ronde |
| KF      | uitgeschakeld in de kwartfinale  |
| HF      | uitgeschakeld in de halve finale |
| F       | de finale verloren               |
| W       | het toernooi gewonnen            |
| w-v     | winst/verlies-balans             |

### Enkelspel
| toernooi        | 1982 | 1983 | 1984 | 1985 |
| --------------- | ---- | ---- | ---- | ---- |
| Australian Open | –    | –    | 2R   | –    |
| Roland Garros   | –    | 3R   | 1R   | 1R   |
| Wimbledon       | –    | 1R   | 2R   | 1R   |
| US Open         | 1R   | –    | 3R   | 1R   |

### Vrouwendubbelspel
| toernooi        | 1980 |    | 1982 | 1983 | 1984 | 1985 |
| --------------- | ---- | -- | ---- | ---- | ---- | ---- |
| Australian Open | –    | 1R | –    | 1R   | –    |      |
| Roland Garros   | –    | 1R | 2R   | 1R   | 3R   |      |
| Wimbledon       | 2R   | 2R | 1R   | 2R   | 3R   |      |
| US Open         | –    | 3R | –    | 2R   | 2R   |      |

### Gemengd dubbelspel
| toernooi        | 1984 |
| --------------- | ---- |
| Australian Open | g.t. |
| Roland Garros   | 1R   |
| Wimbledon       | 1R   |
| US Open         | –    |